# Helmut Thaler
Helmut Thaler   (Imst, 22 de gener de 1940) és un conductor de luge austríac, ja retirat, que va competir durant la dècada de 1960.
El 1964 va prendre part en els Jocs Olímpics d'Hivern d'Innsbruck on, fent parella amb Reinhold Senn, guanyà la medalla de plata en la prova per parelles del programa de luge. Quatre anys més tard, als Jocs de Grenoble, fou catorzè en la prova individual del programa de luge.
En el seu palmarès també destaquen una medalla de plata i una de bronze al Campionat del món de luge i una de plata al Campionat d'Europa.